# Доби людства

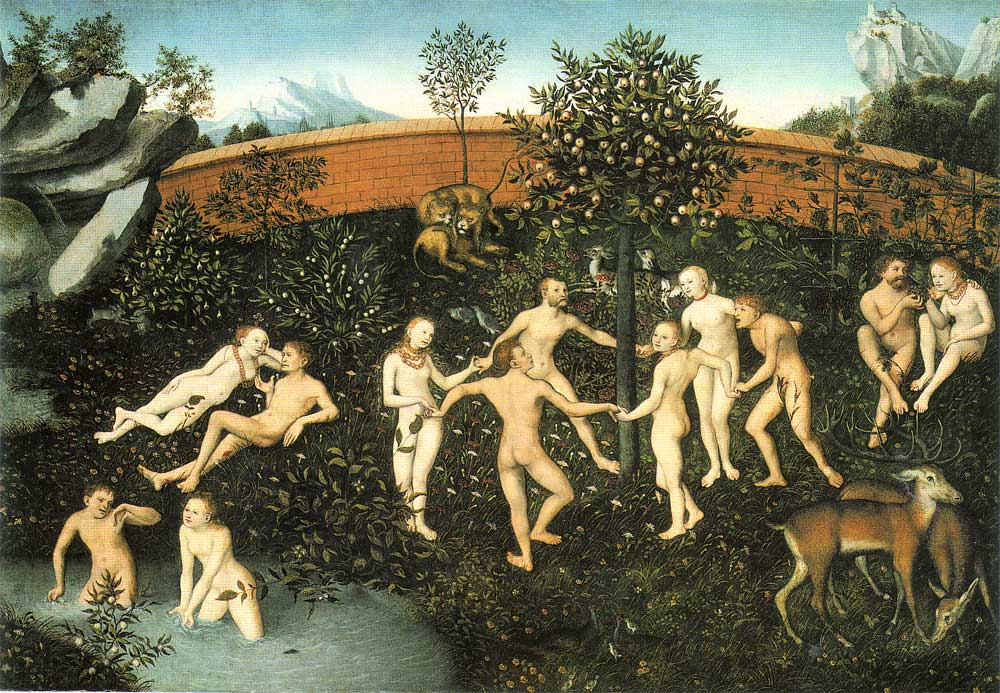
Лукас Кранах старший, «Золота доба»

Віки або доби людства — етапи існування людського роду на Землі згідно грецької міфології і її подальшої римської інтерпретації.
Гесіод і Овідій писали про епохи історії людства, що змінюють одна одну, в яких явно простежується тенденція до занепаду. У первісну, давно минулу добу, люди були подібні до богів, але у добу, коли жили обидва автори, люди втратили свою богоподібну натуру і безтурботне життя та почали страждати від незліченних лих. Ця деградація людського життя з плином часу символічно позначалася античними авторами за допомогою назв металів, які поступово зменшуються в своїй ціні: так, виділялися золоту, срібну, бронзову, і сучасну залізну добу.

## Міф Гесіода про чотири доби

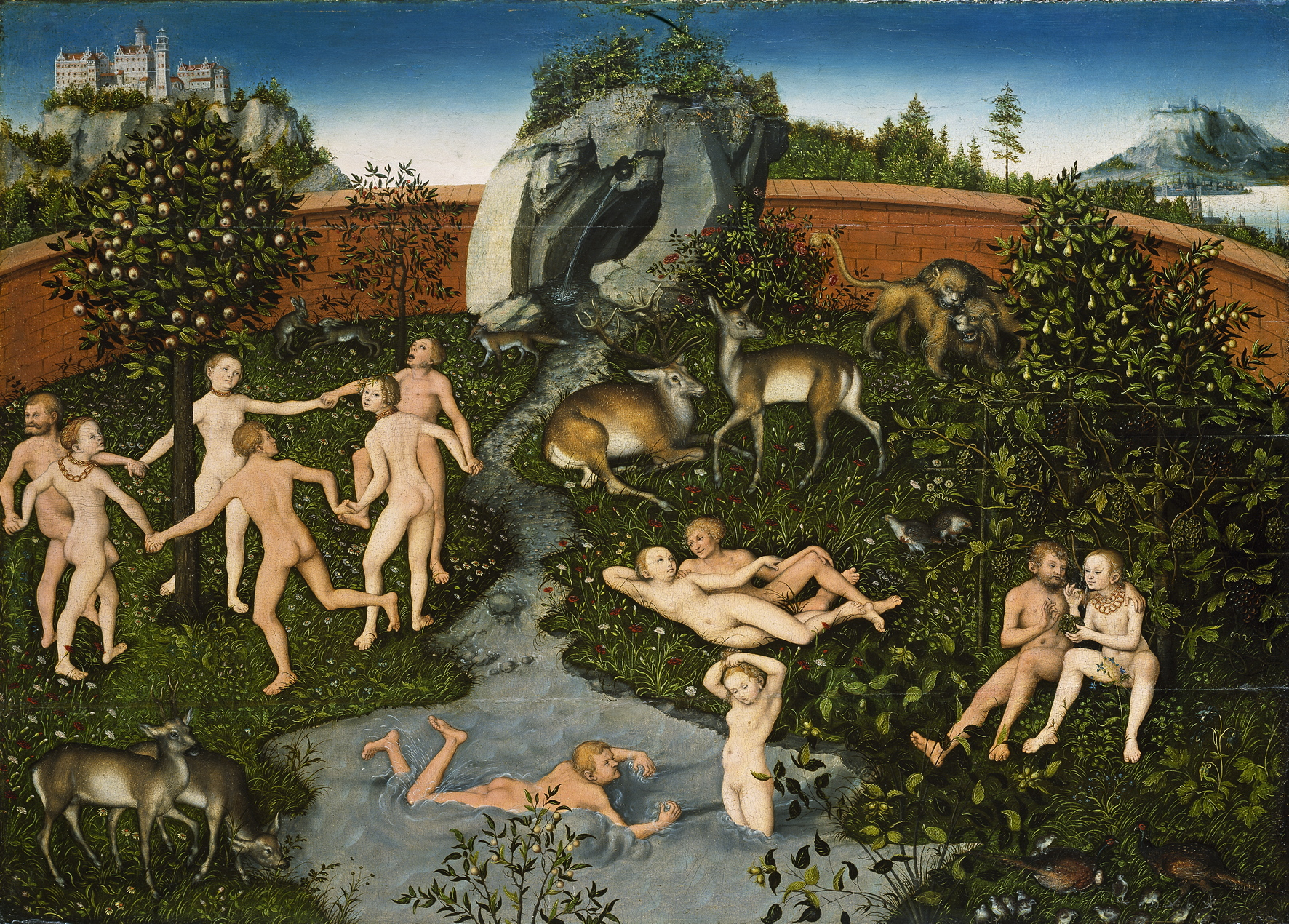
Лукас Кранах старший, «Золота доба» (друга версія)

У грецькій літературі міф про Золоту добу описано в поемі Гесіода «Труди і дні». Тут поет веде оповідь про чотири доби (епохи), де за кожною наступною люди псуються: Золота, Срібна, Мідна та Залізна. Мешканці цих діб відповідно називаються золотим, срібним, мідним та залізним поколіннями. Між двома останніми Гесіод поставив покоління героїв, яке гальмувало поступове псування людського роду.

### Золота доба
За Гесіодом, людей створили боги (Гея або Прометей), коли над світом владарював Кронос. Люди не знали ні горя, ні турбот, ні старості чи хвороб, багато сміялися і танцювали. Земля сама давала людям усе потрібне, вони їли дикі плоди й мід, який сам капав з дерев. Люди тоді мали багато худоби, отримуючи молоко, і працювали стільки, скільки самі хотіли. Смерть, легка, як сон, наставала після тривалого щасливого життя. Згідно з іншими міфами Гесіода, Золота доба скінчилася, коли Пандора відкрила скриньку з усіма лихами світу.
Після смерті люди цього покоління перетворилися на добрих духів, що дарують удачу і захищають справедливість.

### Срібна доба
Після Золотої доби настала Срібна доба і люди стали гіршими, слабшими й менш розумними за попередніх. Дитинство тоді тривало ціле століття, яке вони жили в будинках своїх матерів, а зрілість була недовгою. Вони отримували хліб від самих богів. Однак люди Срібної доби були сварливі та гордовиті. Вони не хотіли приносити богам жертви, тому Зевс винищив їх. Вони всі відтоді перебувають в царстві Аїда. Але люди шанують їх, як і попередніх.

### Мідна доба
Третє покоління Гесіод називає Мідним. Його Зевс створив на заміну Срібному зі списа, тому цим людям полюбилася війна. Вони вирізнялися великим зростом і силою, жили в мідних житлах, працювали за допомогою знарядь із міді, носили мідні обладунки. Це покоління не знало рільництва і добувало їжу насильством і грабунком. Люди Мідної доби перебили одні одних.

#### Доба героїв
На зміну їм прийшло войовниче й шляхетне покоління героїв, яке жило поряд з людьми Залізного покоління. Воно також мало мідні знаряддя, але походило від богів і людей, тому відрізнялося благородством. Герої брали участь у подвигах, але останні з них загинули під час походу сімох проти Фів та в Троянській війні. Після смерті їх було поселено на «щасливих островах», де герої вічно живуть у достатку. Гесіод штучно поєднує тут два міфи: про Золоту добу та уявлення про «щасливі острови», що їх зустрічаємо також в епосі.

### Залізна доба
Свою добу Гесіод називає Залізною. У цьому поколінні люди найзіпсутіші з усіх, несправедливі та жорстокі, брешуть і не поважають батьків. За це боги не дають людям перепочинку від турбот і горя, життя коротке, діти народжуються слабкими; панують чвари, на землі править не закон, а сила; зникає сором. Людство прямує до загибелі — Зевс знищить і це покоління.

## Чотири доби Овідія

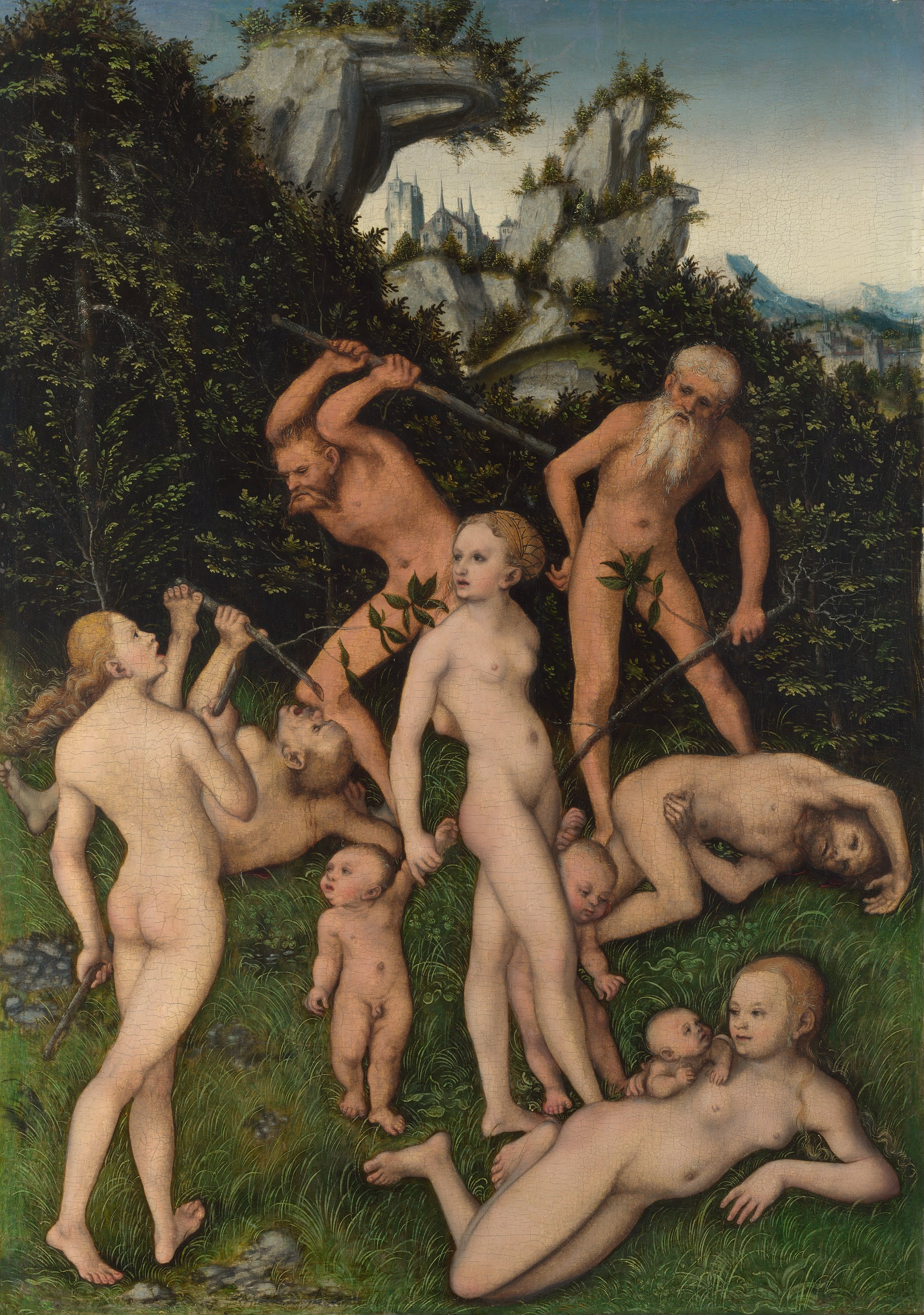
Лукас Кранах Старший, «Срібна доба»

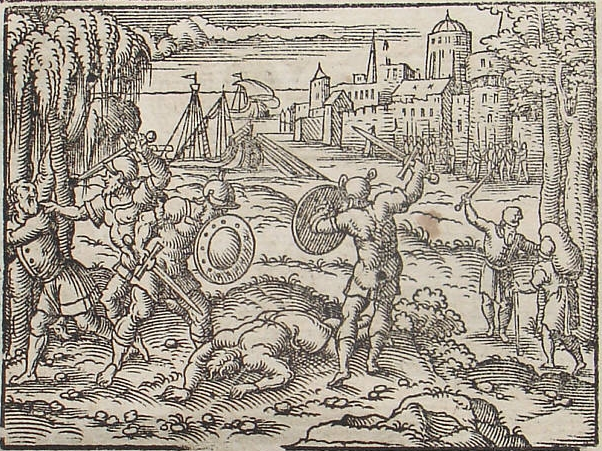
Виргілий Соліс, «Залізна доба»

Міф про покоління розробляли й інші грецькі письменники, згодом його запозичили римляни. Виклад цього міфу в «Метаморфозах» Овідія дещо відрізняється від розповіді Гесіода. Овідій не включає в розповідь Добу героїв, тому міф у нього зберігає логічну стрункість переходу від кращого до гіршого. В описі Золотої доби Овідій підкреслює відсутність тих рис римського побуту, що були особливо ненависні в епоху становлення імперії: не було законів і суддів, люди не знали страху перед смертною карою тощо. Описуючи Срібну добу, Овідій пропускає казкові подробиці про тривале дитинство людей цього покоління. При описі Мідної доби поет обминає деталі, які вважає невірогідними (мідні будинки, відсутність хлібних злаків тощо). Змальовуючи Залізну добу, автор згадує особисту власність на землю, яка за часів Гесіода ще не вважалася підставою суспільних лих.

## Міф про доби людства в інших авторів
Відомі спроби пов'язати дані міфологічні епохи з конкретними історичними часовими рамками. Так, згідно з хронологією святого Ієроніма Золота доба тривала приблизно з 1710 по 1674 р. до н. е., Срібна доба — з 1674 по 1628 р. до н. е., Бронзова доба — з 1628 по 1472 р. до н. е., Доба героїв — з 1460 по 1103 р. до н. е., в той час як Залізна доба Гесіода, на думку святого Ієроніма, як і раніше тривала у IV столітті нашої ери.

## Схожі концепції
- Християнство: шість діб світу, диспенсаціоналізм.
- Індуїзм: юґи (Сатья, Трета, Двапара і Калі).
- Буддизм: три доби.
- Джайнізм: Утсарпіні і Авасарпіні.
- Мезоамериканські культури: п'ять Сонць.
- Джамбаттіста Віко: повернення суспільства до примітивнішого стану.
- Цивілізаційна модель Освальда Шпенглера.
- Сучасна археологія: система трьох діб (кам'яна, бронзова і залізна), кожна з яких розділена на підетапи (наприклад, кам'яна доба включає в себе палеоліт, мезоліт і неоліт).
- Історичний матеріалізм.

## Ресурси Інтернету
- The Ages of Man [Архівовано 16 березня 2020 у Wayback Machine.] at Greek Mythology Link
- «Five Ages of Man in Greek Mythology According to Hesiod» [Архівовано 23 червня 2011 у Wayback Machine.] by N.S. Gill
- Hendrick Goltzius engravings of the Ages of Man from the De Verda collection" [Архівовано 16 грудня 2021 у Wayback Machine.]
- Ages of Man [Архівовано 2 листопада 2015 у Wayback Machine.] at GreekMythology.com